# Rio Corumbataí (São Paulo)
O rio Corumbataí é um rio do estado de São Paulo, no Brasil.
Nasce na localização geográfica latitude 22º10'05" Sul e longitude 47º44'33 Oeste, no município de Analândia, segue na direção nordeste (030º) até a cidade onde desvia para sudeste (150º) passando por Corumbataí. Continua nesta direção até próximo a Rio Claro e, em Cordeirópolis, desvia para sudoeste (220º). Bem próximo a Piracicaba, deságua no rio de mesmo nome. Tem, aproximadamente, 120 quilômetros de percurso, sendo que, no trecho de Rio Claro até Piracicaba, é muito tortuoso. Apresenta desnível de 330 metros, ou seja, 3 metros por quilômetro e declividade de 0,7%.
Este rio dá nome à cidade de Corumbataí. O rio compõe a bacia do rio Piracicaba.

## Etimologia
"Corumbataí" é um termo com origem na antiga língua tupi. Significa "rio dos curimbatás", através da junção de kurimbatá (curimbatá) e  'y (rio).

## Bibliografa
- GUIDOTTI, José Luiz. Rio COrumbataí: relatos de uma navegação. 2ed. Piragraph: Piracicaba, 2005.